# (15070) 1999 BK8
1999 بي كي 8 (ويعرف أيضًا باسم (15070) 1999 بي كي 8 وفق تسمية الكوكب الصغير) (بالإنجليزية: 1999 BK8)‏ هو كويكب ضمن حزام الكويكبات؛ وترتيبه 15070 من حيث الاكتشاف.
اكتُشف هذا الجُرم الفلكي بواسطة تاكيشي أوراتا ‏ في 20 يناير 1999.

## وصلات خارجية
- (15070) 1999 BK8 في قاعدة بيانات مختبر الدفع النفاث لأجرام النظام الشمسي الصغيرة

- الاكتشاف · مخطط المدار ·  العناصر المدارية · المعلمات المادية

- (15070) 1999 BK8 على موقع ويكي سكاي: DSS2, SDSS, GALEX, IRAS, Hydrogen α, X-Ray, Astrophoto, Sky Map, Articles and images